# آرتور داو
آرتور داو (انگلیسی: Arthur Dove؛ ۲ اوت ۱۸۸۰ – ۲۳ نوامبر ۱۹۴۶) نقاش مدرنیست اهل ایالات متحده آمریکا بود. او را نخستین نقاش آبسترهٔ آمریکایی می‌دانند. داو از شیوه‌ها و امکانات متنوع و بعضاً نامتعارف در کار خود استفاده می‌کرد. از نقاشی‌های مشهورش می‌توان «من و ماه» را نام برد.

## نگارخانه

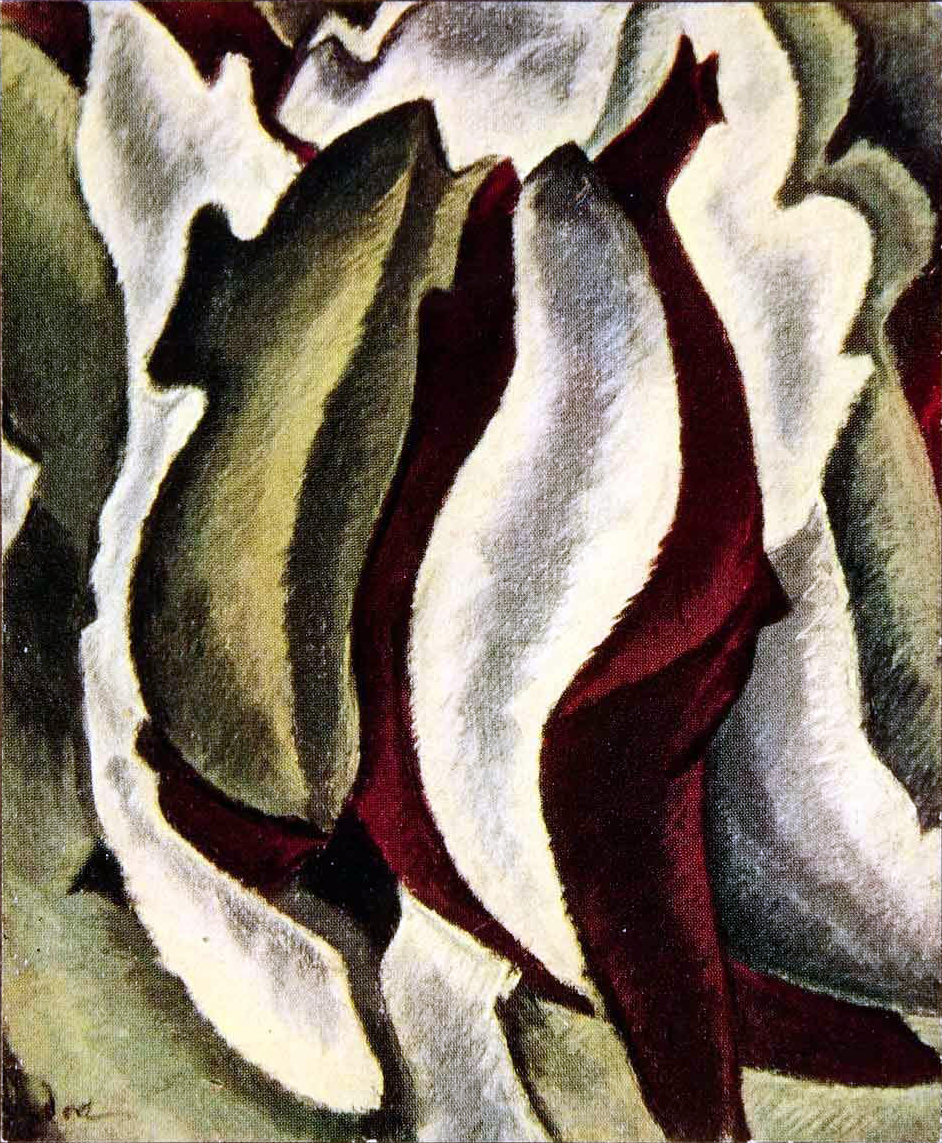
1911–12
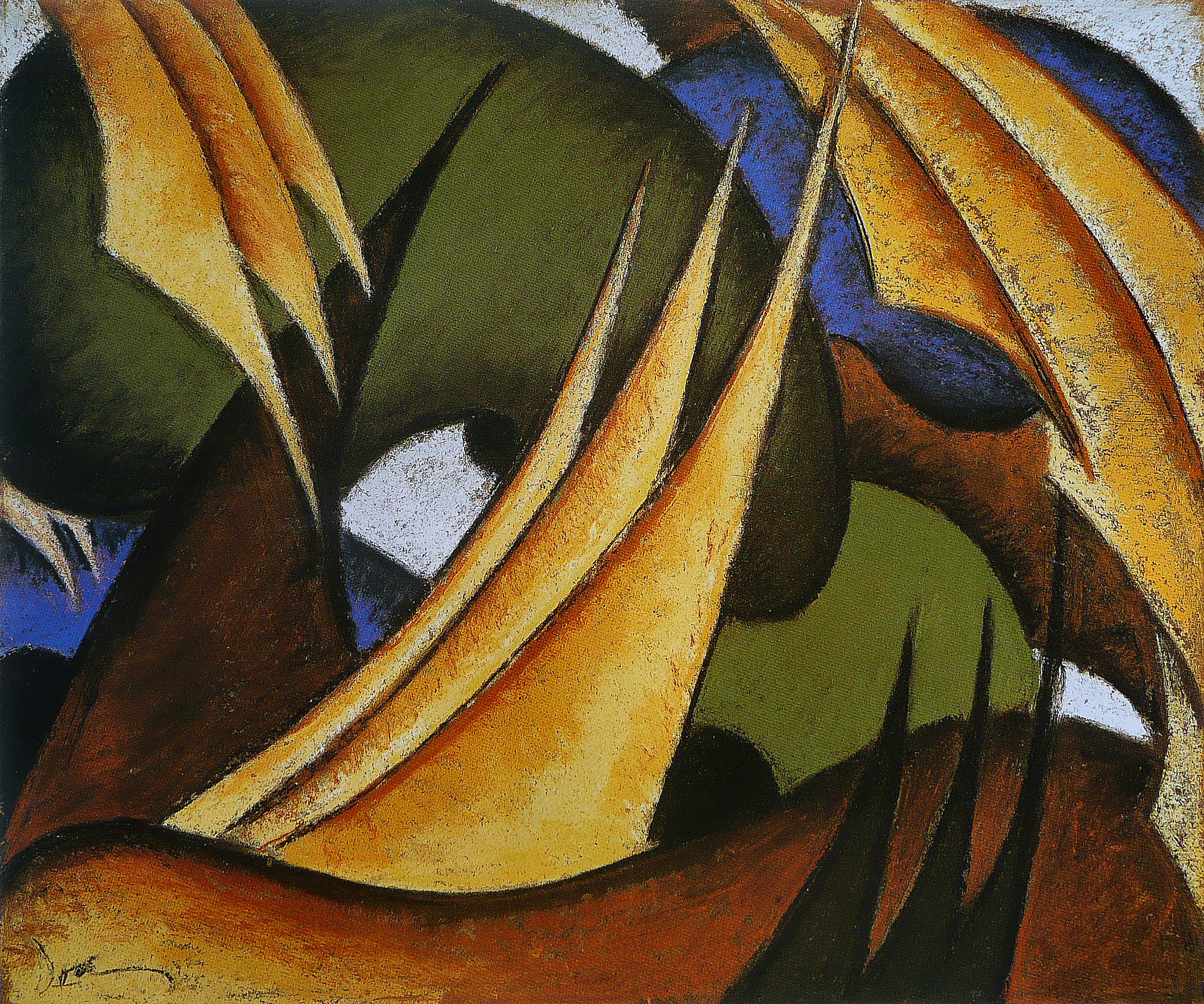
1911–12
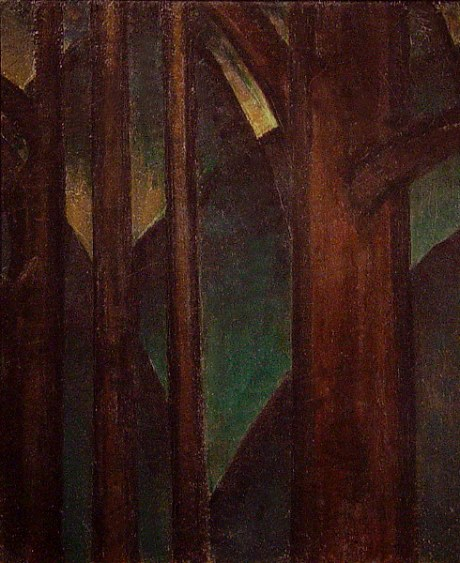
Dark Abstraction, 1917
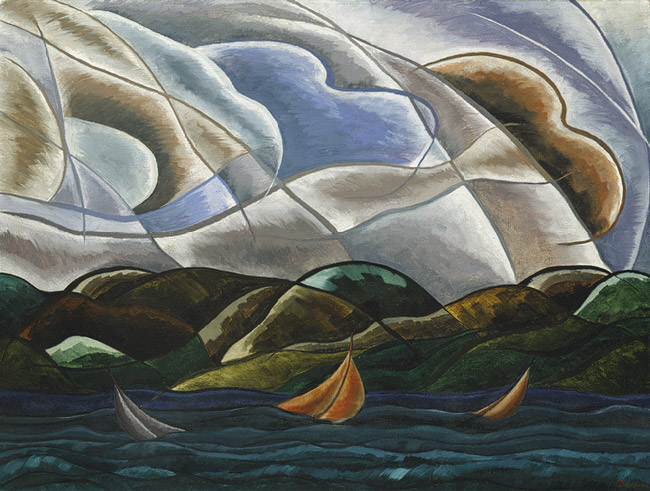
Clouds and Water, 1930
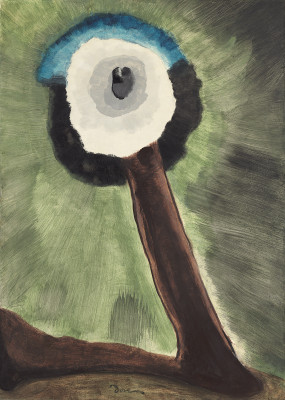
Moon, 1935
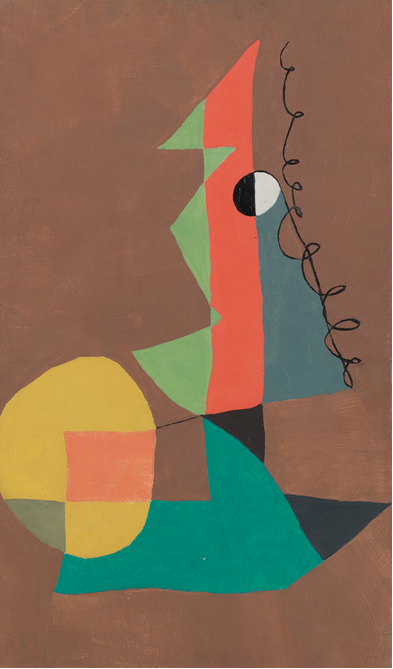
"04 PERCENT" 1942
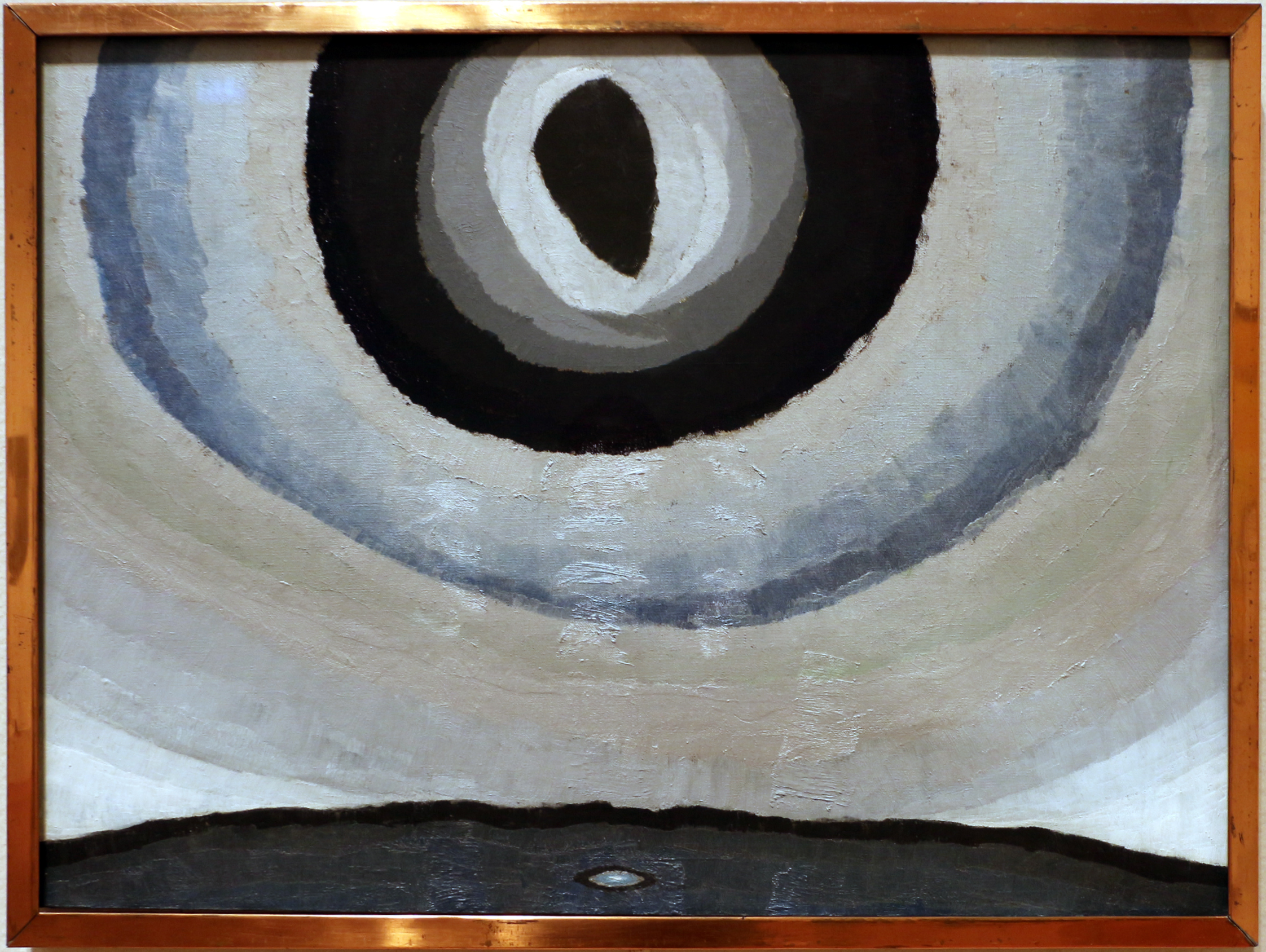
1929
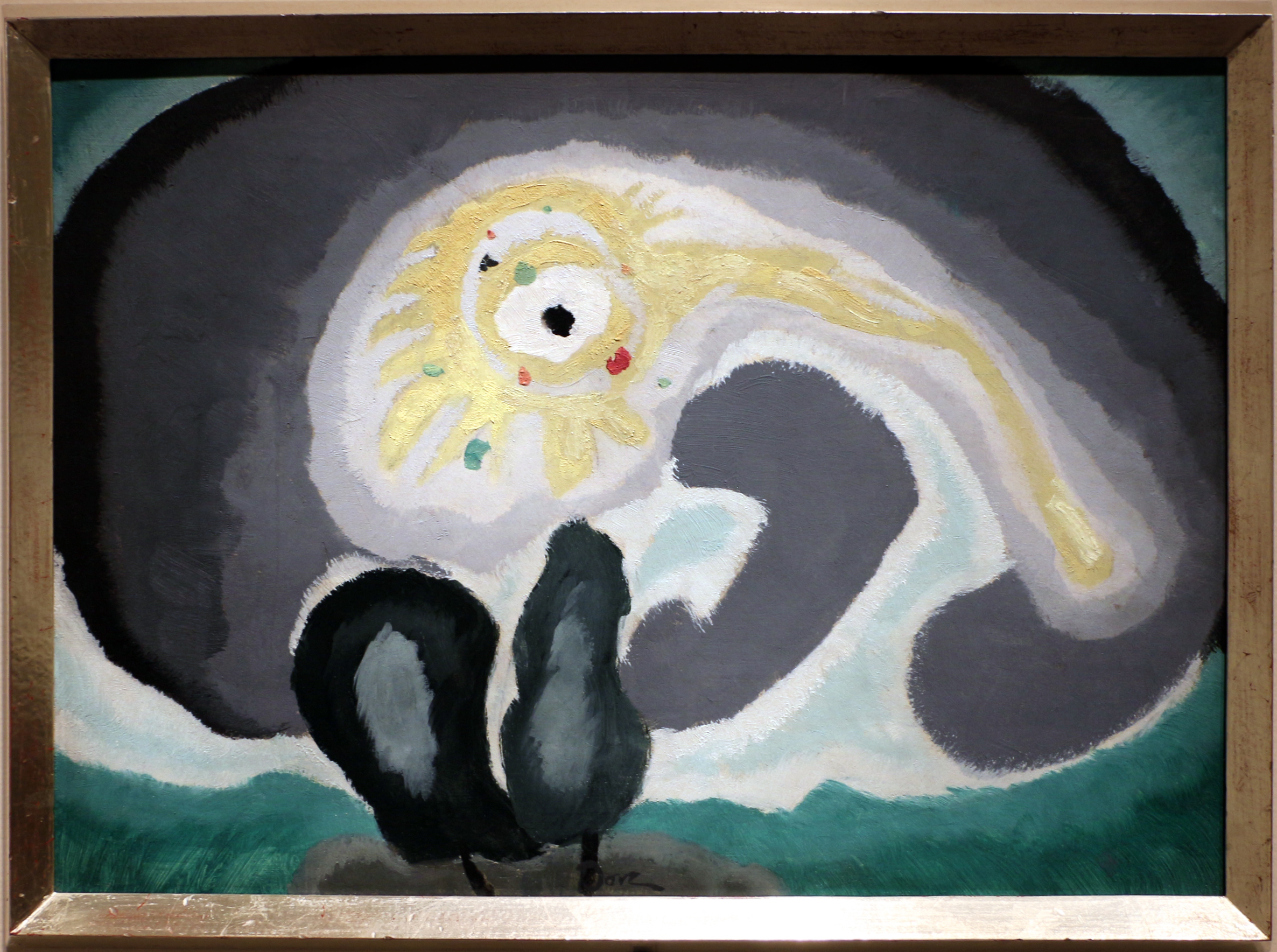
1935
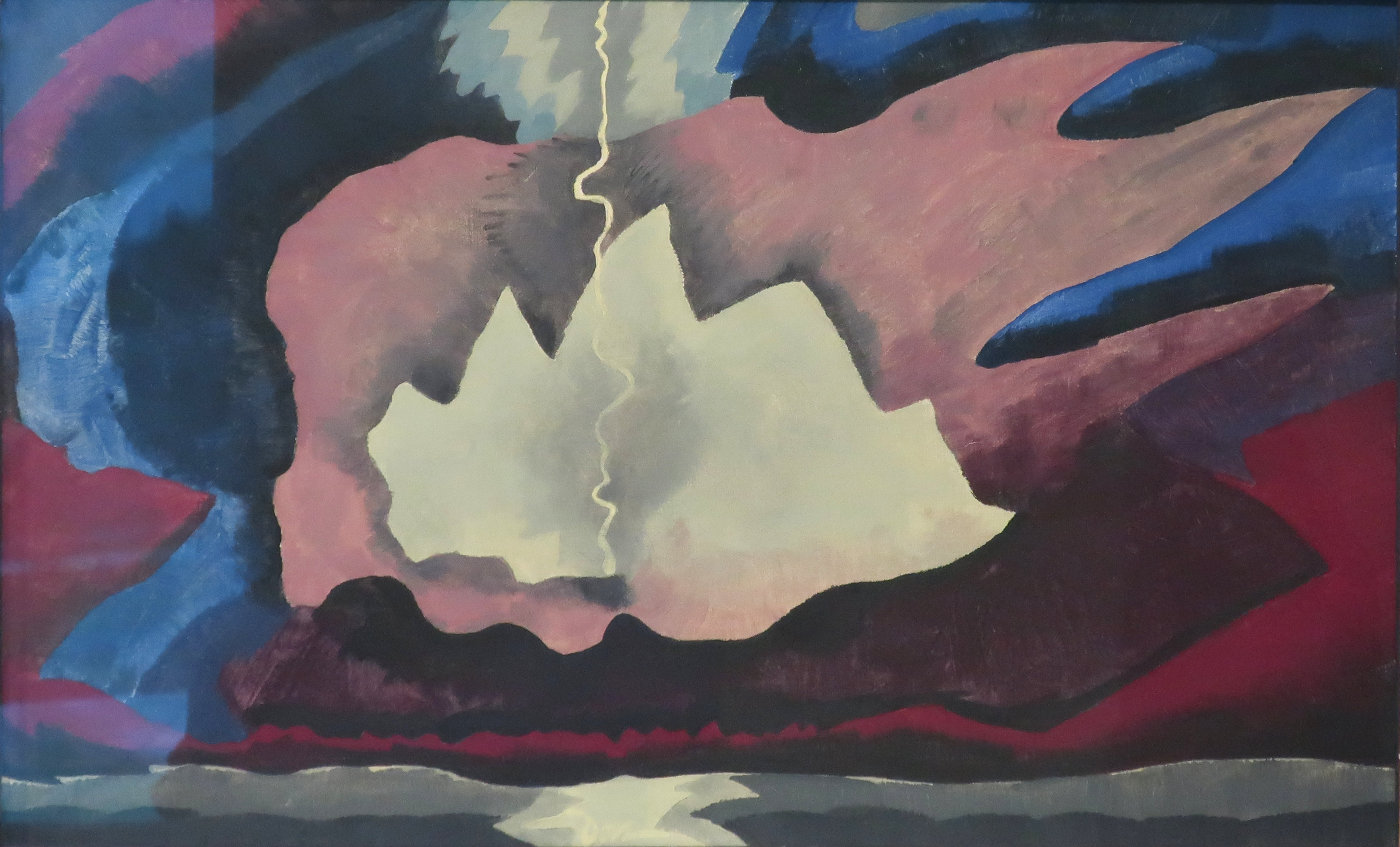
1940
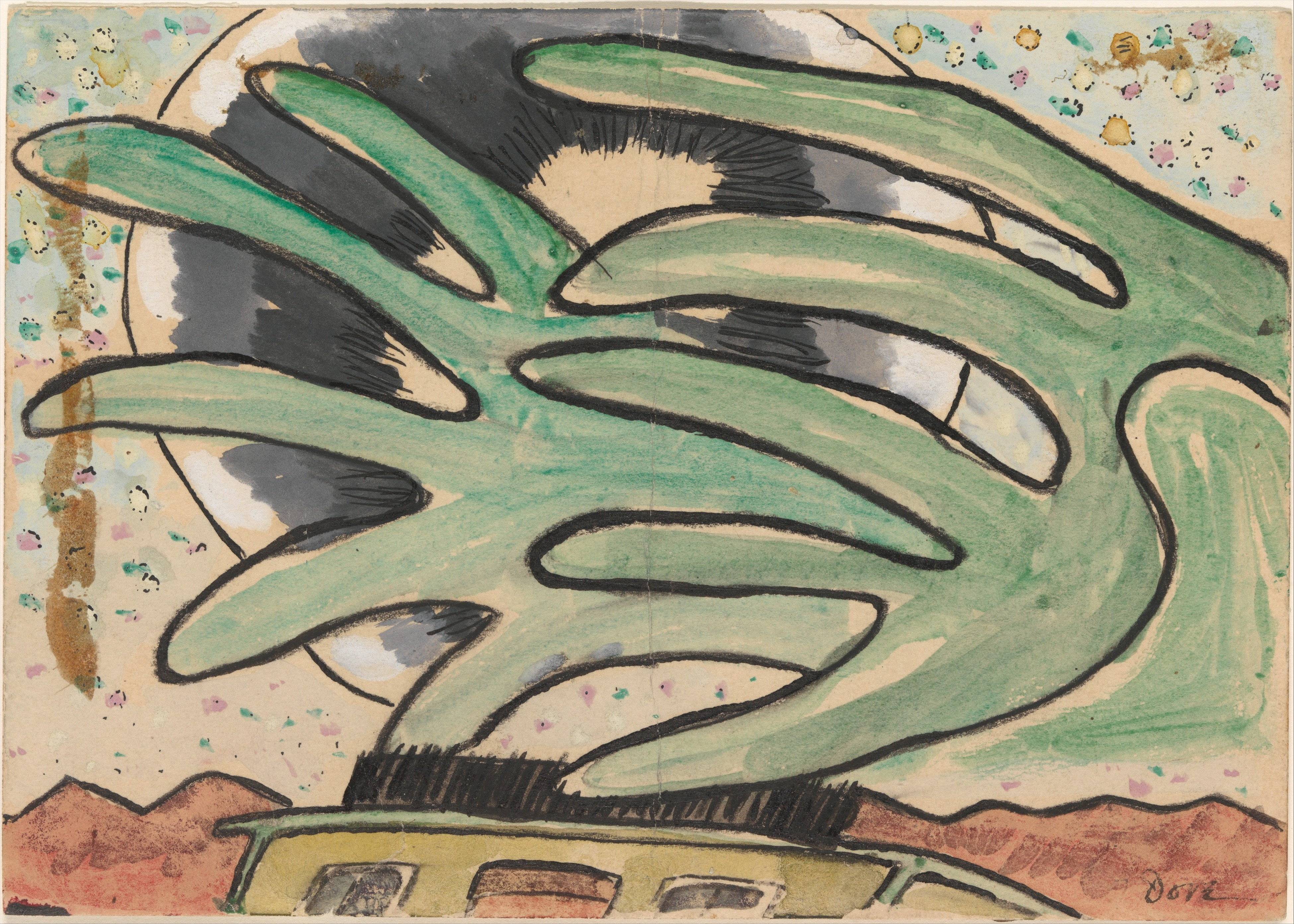
1930